# Aleksandr Ivanovitj Rumjantsev
Aleksandr Ivanovitj Rumjantsev (ryska: Александр Иванович Румянцев), född 1680 i Kostroma, död 15 mars (4 mars g.s.) 1749 i Moskva, var en rysk greve, diplomat och militär, far till Pjotr Rumjantsev.
Han var son till Ivan Ivanovitj Rumjantsev, en fattig adlig hovman (stolnik) från Kostroma. Han anslöt sig till den unge Peter den stores ”lekregementen” och tjänade upp sig från menig i Preobrazjenskijregementet. Han blev samtidigt personlig vän med kejsaren. Han följde Peter på dennes utrikesresa 1716-1717 och skickades 1717 tillsammans med Pjotr Tolstoj för att hämta hem tsarevitj Aleksej Petrovitj från hans flykt till Wien. För denna insats befordrades han till major vid gardet.
I augusti 1720 sändes han till Stockholm med de ryska fredsvillkoren inför fredsförhandlingarna i Nystad 1721. Han deltog inte i förhandlingarna, utan kommenderades till det rysk-persiska kriget 1722–1723. Därefter skickades han som sändebud till Konstantinopel där han stannade till 1727. Efter hemkomsten råkade han i onåd hos det ”tyska partiet” under kejsarinnan Anna på grund av slösaktighet med kronans intäkter. Han förvisades 1732 till Alatyr i guvernementet Simbirsk. År 1735 benådades han och återgick i statstjänst som guvernör i guvernementet Kazan. Där förde han krig mot de upproriska basjkirerna. År 1737 överfördes han till Ukraina för att handha underhållet av fältmarskalk Münnichs turkiska fälttåg. Han stod för segern vid Gorodisjtje 1739. Därefter var han 1740–1742 åter ryskt sändebud i Konstantinopel. För sina insatser vid fredsförhandlingarna i Åbo 1743 upphöjdes han till greve och tilldelades förläningar i Livland.